# Under White Grain
Der Under White Grain ist ein Wasserlauf in den Scottish Borders, Schottland. Er entsteht im Norden des Tudhope Hill und fließt in südöstlicher Richtung. Er bildet mit dem Langtae Sike den Billhope Burn.